# Coronene
Il coronene, o superbenzene è un idrocarburo policiclico aromatico (IPA) costituito da sei anelli benzenici orto-fusi.
Si ritrova allo stato naturale nel minerale carpathite, e si può sintetizzare per idrocracking da prodotti petrolchimici. Mostra una fluorescenza blu, ed è solubile in solventi organici apolari, come toluene e benzene, modificando le caratteristiche spettrali dell'emissione fluorescente in base al solvente utilizzato (analogamente al pirene viene utilizzato per indagini sulla polarità del solvente stesso).
Il coronene è stato individuato sulla superficie di Titano, satellite di Saturno.
Il coronene come gran parte degli IPA può causare danni al DNA dei mammiferi, nel quale si intercala nel solco maggiore, grazie alla sua planarità, interagendo con le basi azotate attraverso deboli interazioni. Il coronene così legato al DNA causa gravi danni che possono manifestarsi con la comparsa di tumori.